# Girolamo Agucchi
Girolamo Agucchi (Bolonha, 15 de janeiro de 1555 - Roma, 27 de abril de 1605) foi um cardeal do século XVII

## Biografia
Nasceu em Bolonha em 15 de janeiro de 1555. Filho de Gian Giorgio Agucchi e Isabella Sega. Sobrinho do cardeal Filippo Sega (1591). Seu sobrenome também está listado como Agucci; como Agucchio; e como Agocchi.
Estudou na Universidade de Bolonha, onde se doutorou em direito..
Tabelião da Santa Sé. Protonotário apostólico, 15 de abril de 1592. Enviado papal especial em Flandres. Referendário dos Tribunais da Assinatura Apostólica da Justiça e da Graça, 1595. Vice-governador de Fermo, 20 de setembro de 1596. Mordomo do cardeal Pietro Aldobrandini, 1º de novembro de 1597; viajou com o cardeal para Ferrara, 1598. Secretário da SC dos Bispos e Regulares, 1600. Reitor da Ss. Simone e Giuda, Novara. Preceptor (ou comendador ) do Arch hospital Santo Sprito em Sassia , Roma..
Criado cardeal sacerdote no consistório de 9 de junho de 1604; recebeu o gorro vermelho e o título de S. Pietro in Vincoli, em 25 de junho de 1604. Participou do conclave de março de 1605, que elegeu o Papa Leão XI..
Morreu em Roma em 27 de abril de 1605. Nesse dia também morreu o Papa Leão XI. Enterrado em seu título.